# 瓦曼瓦伊山
9°35′02″S 77°07′37″W / 9.58389°S 77.12694°W
瓦曼瓦伊山（Waman Wayi），是秘魯的山峰，位於該國北部安卡什大區，由瓦里省的聖馬爾科斯區負責管轄，屬於安地斯山脈的一部分，海拔高度4,400米。